# Laquet du Tourrat
Pour les articles homonymes, voir Tourrat (homonymie).
Le laquet du Tourrat  est un lac pyrénéen français situé administrativement dans la commune de Luz-Saint-Sauveur dans le département français des Hautes-Pyrénées, dans le Lavedan en Occitanie.
Le lac a une superficie de 0,3 ha pour une altitude de 2 580 m, il atteint une profondeur de 4 m.

## Toponymie
Tourrat signifie « glacé », donc le lac glacé.

## Géographie
Le laquet du Tourrat est enfoncé au sud-est du vallon du Barrada et se trouve dans le massif du Néouvielle, au nord du pic de Crabounouse (3 021 m) et du  pic de Bugarret (3 031 m) et au nord du lac Tourrat (2 621 m).

### Topographie
|                      | Lac de Bugarret                    | Hourquette de Bugarret (2 614 m) |
| Arête de Crabounouse | laquet du Tourrat                  | Col Tourrat (2 604 m)            |
|                      | Lac Tourrat Glacier du Lac Tourrat |                                  |

### Hydrographie
Le lac est alimenté par les eaux du ruisseau de Bat Barrada qui proviennent du glacier du lac Tourrat.

### Géologie
Le laquet du Tourrat est un lac glaciaire de montagne, dont la formation se passe en trois étapes majeures :
1) À l'Éocène vers −40 Ma se forme la chaîne des Pyrénées à la suite de la remontée vers le nord de la plaque africaine qui entraîne avec elle la plaque ibérique. Cette dernière glisse alors sous la plaque eurasiatique située plus au nord, ce qui entraîne le plissement, le relèvement et le charriage des couches géologiques de la croûte terrestre.
2) À partir du Pliocène puis surtout du Pléistocène, de −5 Ma à −10 000 ans, un refroidissement général du climat entraîne la formation de glaciers et d'une érosion glaciaire (vallées, cirques, moraines, ombilics, etc) dans toute la chaîne des Pyrénées.
3) Depuis l'Holocène, à partir de −10 000 ans, un redoux climatique entraîne la disparition des glaciers et la formation dans leur sillage de nombreux lacs glaciaires qui sont de deux sortes :
- le lac de verrou qui se forme dans un ombilic glaciaire formant un creux naturel et terminé par un verrou glaciaire rocheux.
- le lac de moraine qui se forme derrière une moraine agissant comme un barrage naturel.

## Protection environnementale
Le lac est situé dans le parc national des Pyrénées.
Le lac fait partie d'une zone naturelle protégée, classée ZNIEFF de type 1 : Montagnes de Campbieil et Barrada et vallon du Barrada et de type 2 : Haute vallée du gave de Pau : Vallées de Gèdre et Gavarnie.

## Voies d'accès
Le laquet du Tourrat est accessible au départ de la centrale hydroélectrique de Pragnères au bord de la route départementale 921 prendre dans le vallon du Barrada le sentier vers le  cirque du Lis et longer le ruisseau de de Bat Barrada vers le lac Tourrat.